# Kokoona sessilis
Kokoona sessilis är en benvedsväxtart som beskrevs av Ding Hou. Kokoona sessilis ingår i släktet Kokoona och familjen Celastraceae. Inga underarter finns listade.